# Этаме
Этаме — нефтяное месторождение в Габоне, которое находится в акватории Атлантического океана. Открыто в июне 2002 года.
Нефтеносность связана с отложениями мелового возраста. Начальные запасы нефти составляет 50 млн тонн.
Оператором месторождения является нефтяная компания Vaalco Energy. Суточный объём добычи составляет 21000 баррелей (2800 тонн).